# Gumersindo Ortiz
Gumersindo Ortiz (c. 1830 - Sevilla, 1880) fue un fotógrafo español. Disponía de un estudio fotográfico en Sevilla que gozó de gran prestigio. Con motivo de la visita a Sevilla de Isabel II en 1862 realizó uno de sus retratos formales más conocidos.
Se estableció en Sevilla en torno a 1857. Su estudio dispuso de gran prestigio al principio de los años sesenta; siendo de los primeros en hacer las conocidas «cartas de visita» creadas por André Adolphe Eugène Disdéri y que consistían en retratos, además, estuvo trabajando en el estudio de este fotógrafo en París. Al iniciarse la Revolución de 1868 abandonó Sevilla, regresando años después para abrir un nuevo estudio en la calle Sierpes, pero que no tuvo el éxito del anterior.
La técnica que empleaba principalmente era el colodión y su trabajo fotográfico de estudio consistía en la realización de retratos y tarjetas de visita, pero también de vistas de paisajes, monumentos y otros de Andalucía y del resto de España. Sus vistas estereoscópicas de Sevilla y Granada fueron muy populares.
Realizó alguna exposición en El Toison de oro en compañía de otros fotógrafos sevillanos como Enrique Godínez, Leygonier y Villena. Su obra se encuentra en diversas colecciones de fotografía.